# Plectris zikani
Plectris zikani är en skalbaggsart som beskrevs av Moser 1924. Plectris zikani ingår i släktet Plectris och familjen Melolonthidae. Inga underarter finns listade i Catalogue of Life.